# Bahnhof Langerwehe
Der Bahnhof Langerwehe ist ein Personenbahnhof in Nordrhein-Westfalen an der Schnellfahrstrecke Köln–Aachen. Er befindet sich im Ortskern der Gemeinde Langerwehe im Kreis Düren, rund 25 Kilometer östlich von Aachen.

## Geschichte
Der Bahnhof entstand 1841 zeitgleich mit der Fertigstellung der Eisenbahnstrecke von Köln nach Aachen. Aus dieser Zeit stammt auch das Empfangsgebäude, das allerdings damals nur aus dem zweigeschossigen Mittelteil bestand. Da die Eisenbahnstrecke ursprünglich vor allem dem Güterverkehr zwischen der belgischen Stadt Antwerpen und dem Rheinland dienen sollte, war hier zusätzlich ein Güterschuppen eingerichtet worden, der unter anderem für die Zwischenlagerung von Holz für die nahe gelegenen Steinkohlebergwerke des Aachener Reviers genutzt wurde.
Mit der wachsenden Bedeutung des Personenverkehrs Ende des 19. Jahrhunderts stiegen die Fahrgastzahlen des Langerweher Bahnhofs zu jener Zeit deutlich an. Anfang des 20. Jahrhunderts wurde der Bahnhof daher merklich erweitert: So erhielt das Empfangsgebäude die beiden eingeschossigen Seitenflügel, der Güterschuppen wurde nicht mehr genutzt und wenig später abgerissen.
Als Ende der 1990er- und Anfang der 2000er-Jahre die Eisenbahnstrecke von Köln nach Aachen zu einer Schnellfahrstrecke ausgebaut wurde, erhielt die Strecke im Bereich des Bahnhofs zwei zusätzliche Gleise ohne Bahnsteig, die als durchgehende Hauptgleise für durchfahrende Züge genutzt werden. Für die Fahrgastabfertigung wurden an den Gleisen 1 (Richtung Köln) bzw. 4 (Richtung Aachen) zwei neue Seitenbahnsteige von je 220 Metern Länge errichtet, die durch einen Fußgängertunnel miteinander verbunden sind.
Beim letzten Umbau im Jahr 2009 wurde das neue Gleis 5 samt Bahnsteig mit einem Busverknüpfungspunkt, inklusive eines Park-and-rail-Parkplatzes, erstellt. Das Gleis führt direkt neben dem Bahnsteig für Gleis 4 entlang, ist von diesem jedoch durch eine Lärmschutzwand getrennt. Es handelt sich um ein Stumpfgleis, das nur für die in Langerwehe endenden Fahrten der Euregiobahn aus Richtung Aachen genutzt wird. Das Gleis zweigt wenige hundert Meter von der Hauptstrecke durch den ebenfalls neu errichteten Ulhaustunnel der Bahnstrecke Eschweiler-Weisweiler–Langerwehe ab. Von dieser kann durch Weichen auch in Gleis 4 des Bahnhofs eingefahren werden. Diese Möglichkeit wird von den seit dem Fahrplanwechsel im Dezember 2009 bis Düren durchgebundenen Zügen der Euregiobahn genutzt.

## Heutige Nutzung

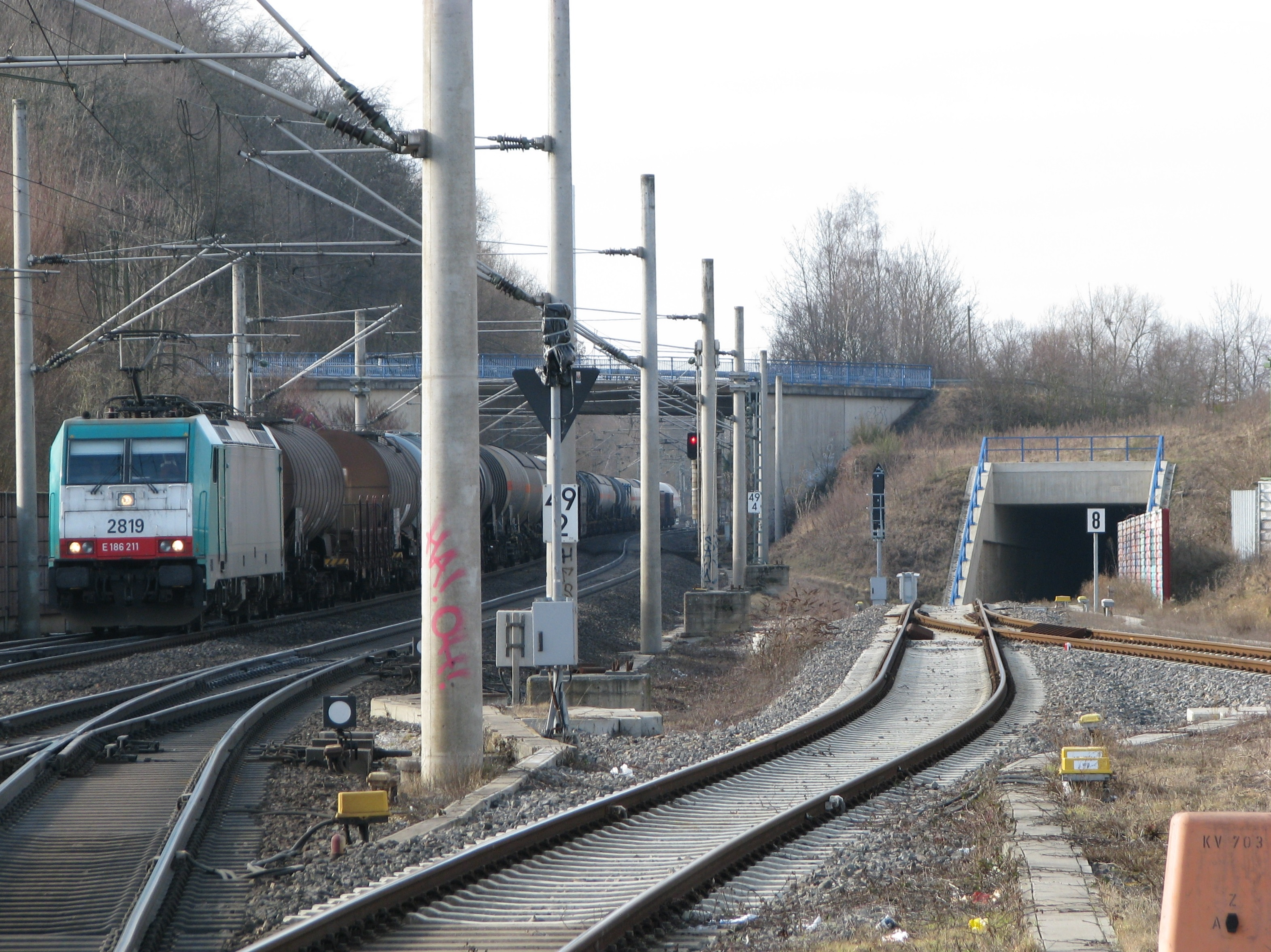
Ulhaustunnel Abzweig Bahnstrecke Eschweiler-Weisweiler–Langerwehe

Heute wird der Bahnhof Langerwehe ausschließlich von Regionalzügen bedient: Jeweils im Stundentakt halten hier der NRW-Express (RE 1) und der Rhein-Sieg-Express (RE 9). Darüber hinaus wird Langerwehe von der Euregiobahn bedient, die über die Indetalbahn und die Neubaustrecke von Weisweiler halbstündlich angebunden ist. Stündlich verkehren ihre Züge weiter bis Düren. Außerdem wird der Bahnhof nachts von der S-Bahn-Linie S19 bedient.
| Linie      | Linienverlauf | Takt                      |
| ---------- | --- | ------------------------- |
| RE 1 (RRX) | NRW-Express: Aachen Hbf – Aachen-Rothe Erde – Eilendorf (ein Zugpaar) –Stolberg (Rheinl) Hbf – Eschweiler Hbf – Langerwehe – Düren – Horrem – Köln-Ehrenfeld – Köln Hbf – Köln Messe/Deutz – Köln-Mülheim – Leverkusen Mitte – Düsseldorf-Benrath – Düsseldorf Hbf – Düsseldorf Flughafen – Duisburg Hbf – Mülheim (Ruhr) Hbf – Essen Hbf – Wattenscheid – Bochum Hbf – Dortmund Hbf – Dortmund-Scharnhorst (nicht stündlich, im Wechsel mit Nordbögge) – Dortmund-Kurl – Kamen-Methler – Kamen – Bönen-Nordbögge (nicht stündlich, im Wechsel mit Dortmund-Scharnhorst) – Hamm (Westf) Hbf Stand: Fahrplanwechsel Dezember 2023       | 60 min                    |
| RE 9       | Rhein-Sieg-Express: Aachen Hbf – Aachen-Rothe Erde – Stolberg (Rheinl) Hbf – Eschweiler Hbf – Langerwehe – Düren – Horrem – Köln-Ehrenfeld – Köln Hbf – Köln Messe/Deutz – Porz (Rhein) – Troisdorf – Siegburg/Bonn – Hennef (Sieg) – Eitorf – Herchen – (Dattenfeld –)* Schladern (Sieg) – (Rosbach (Windeck) –)* Au (Sieg) – (Etzbach –)* Wissen (Sieg) – (Niederhövels – Scheuerfeld (Sieg) –)* Betzdorf (Sieg) – Kirchen – Brachbach (– Niederschelden – Eiserfeld (Sieg))* – Siegen Hbf * Halt einzelner Züge im Nacht- und Berufsverkehr Stand: Fahrplanwechsel Dezember 2023                                                    | 60 min                    |
| RB 20      | Euregiobahn: Stolberg (Rheinl) Hbf – Eschweiler-St. Jöris – Alsdorf-Poststraße – Alsdorf-Mariadorf – Alsdorf-Kellersberg – Alsdorf-Annapark – Alsdorf-Busch – Herzogenrath August-Schmidt-Platz – Herzogenrath-Alt-Merkstein – Herzogenrath – Kohlscheid – Aachen West – Aachen Schanz – Aachen Hbf – Aachen-Rothe Erde – Eilendorf – Stolberg (Rheinl) Hbf – Eschweiler-West – Eschweiler Talbahnhof/Raiffeisenplatz – Eschweiler-Nothberg – Eschweiler-Weisweiler – Langerwehe – Düren (aufgrund von Hochwasserschäden längerfristig im Schienenersatzverkehr zwischen Stolberg Hbf und Eschweiler Talbahnhof) Stand: 30. April 2023 | 60 min                    |
| S 19       | Aachen Hbf – Aachen-Rothe Erde – Stolberg (Rheinl) Hbf – Eschweiler Hbf – Langerwehe – Düren – Merzenich – Buir – Sindorf – Horrem – Frechen-Königsdorf – Köln-Weiden West – Köln-Lövenich – Köln-Müngersdorf Technologiepark – Köln-Ehrenfeld – Köln Hansaring – Köln Hbf – Köln Messe/Deutz – Köln Trimbornstraße – Köln Frankfurter Straße – Köln/Bonn Flughafen – Porz-Wahn – Spich – Troisdorf – Siegburg/Bonn – Hennef (Sieg) Stand: Fahrplanwechsel Dezember 2023 | zwei Züge im Nachtverkehr |

Vom Bahnhofsvorplatz verkehren zusätzlich die Buslinien 28 und 96 (ASEAG) sowie 237, 261, 296 und 297 (Rurtalbus) des Aachener Verkehrsverbunds. Zusätzlich verkehrt zu bestimmten Zeiten ein Rufbus.
| Linie      | Betreiber | Verlauf |
| ---------- | --------- | --- |
| 28         | ASEAG     | Alsdorf-Annapark – Schaufenberg – Siedlung Ost – Mariadorf – Hoengen – Warden – Kambach – Kinzweiler – Hehlrath – Röhe – Eschweiler Bushof – Rathaus – Herz-Jesu-Kirche – Weisweiler – Hücheln (– Langerwehe Bf – Langerwehe Schulzentrum) |
| 96         | ASEAG     | Langerwehe Schulzentrum – Langerwehe Bf – Weisweiler Bf – Weisweiler Frankenplatz – Elektrowerk – Herz-Jesu-Kirche – Rathaus – Eschweiler Bushof                                                                                           |
| 237        | Rurtalbus | Düren Bf/ZOB – StadtCenter – (Mariaweiler Gesamtschule –) Mariaweiler – Echtz Badesee – Echtz – Geich – Obergeich – D’horn – (Schlich –) Merode – Pier – Jüngersdorf – Langerwehe Markt – Langerwehe Bf                                    |
| 260        | Rurtalbus | (Verstärkerfahrten) Langerwehe – Luchem – Inden/Altdorf |
| 261        | Rurtalbus | Langerwehe Bf – Langerwehe Rathaus – Schönthal – Wenau – Heistern – Hamich – Gressenich – Schevenhütte |
| 264        | Rurtalbus | (Verstärkerfahrten) Barmen Haus Overbach – Inden/Altdorf – Langerwehe |
| 266        | Rurtalbus | (Verstärkerfahrten) Langerwehe – Schlich Grundschule |
| 296        | Rurtalbus | Düren Bf/ZOB – StadtCenter – Kaiserplatz – Gürzenich – Derichsweiler – Schlich – Merode – Pier – Jüngersdorf – Langerwehe Holzstr. – Langerwehe Bf – Luchem – Inden/Altdorf – Lamersdorf – Lucherberg / Frenz                              |
| 297        | Rurtalbus | Düren Bf/ZOB – StadtCenter – Gürzenich – D’horn Rothaus – Obergeich – Langerwehe Markt – Langerwehe Bf |
| RufBus 261 | Rurtalbus | Rufbus: Schevenhütte – Gressenich – Hamich – Heistern – Wenau – Schönthal – Langerwehe Rathaus – Langerwehe Bf (Mo–Fr tagsüber) |